# Cotorra regent
La cotorra regent (Polytelis anthopeplus) és una espècie d'ocell de la família dels psitàcids que habita boscos, matolls i terres de conreu del sud-oest d'Austràlia Occidental i el nord-oest de Victòria i zones limítrofes d'Austràlia Meridional i Nova Gal·les del Sud.